# Nad Niemnem (film 1987)
Nad Niemnem – polski film fabularny zrealizowany w 1986, który miał swoją premierę w 1987; film jest adaptacją powieści Nad Niemnem (1888) Elizy Orzeszkowej.
Na potrzeby emisji telewizyjnej film podzielono na dwie części: 78- i 92-minutową. Oprócz wersji kinowej, film też był wyświetlany w wersji telewizyjnej jako miniserial, po raz pierwszy w 1988 roku.

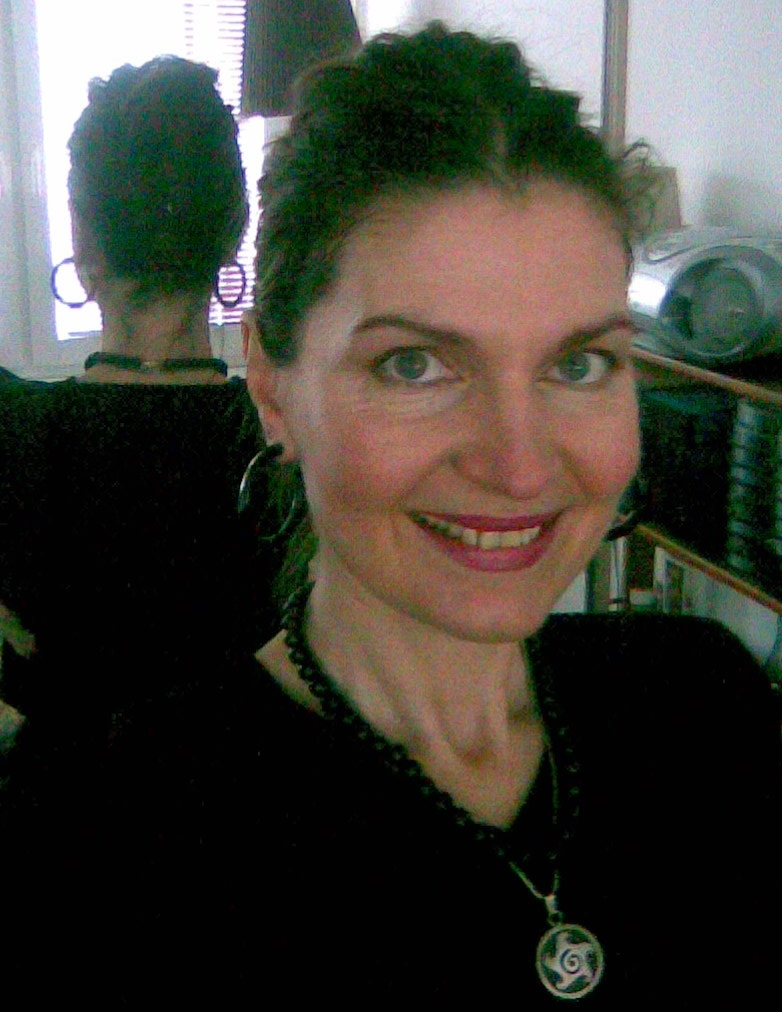
Iwona Katarzyna Pawlak, odtwórczyni roli Justyny Orzelskiej

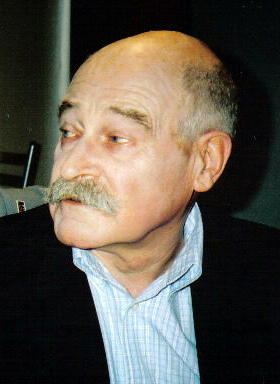
Janusz Zakrzeński, odtwórca roli Benedykta Korczyńskiego

## Obsada
- Iwona Katarzyna Pawlak – Justyna Orzelska
- Adam Marjański – Jan Bohatyrowicz
- Marta Lipińska – Emilia Korczyńska
- Janusz Zakrzeński – Benedykt Korczyński
- Marek Herbik – Witold Korczyński
- Jacek Chmielnik – Zygmunt Korczyński
- Bożena Rogalska – Marta Korczyńska
- Michał Pawlicki – Anzelm Bohatyrowicz
- Ewa Decówna – Teresa Plińska
- Zbigniew Bogdański – Orzelski, ojciec Justyny
- Edmund Fetting – Darzecki, szwagier Benedykta Korczyńskiego
- Ewa Wencel – Klotylda Korczyńska, żona Zygmunta
- Andrzej Precigs – Teofil Różyc
- Jan Prochyra – Bolesław Kirło
- Renata Kretówna – Marynia Kirłowa
- Irena Kownas – Starzyńska, matka Jana Bohatyrowicza
- Andrzej Szaciłło – Starzyński, mąż matki Jana Bohatyrowicza
- Magdalena Scholl – Antolka Bohatyrowiczówna
- Małgorzata Nowak[1] – Elżunia Bohatyrowicz, córka Fabiana
- Jerzy Zygmunt Nowak – Fabian Bohatyrowicz

Źródło: Filmpolski.pl.

## Zdjęcia
Za plenery posłużyły: Bug (zamiast Niemna), okolice Drohiczyna, Białegostoku, Białej Podlaskiej, Drobnic, Gnojna i Wasilewa Szlacheckiego. Dwór rodziny Korczyńskich stanowił dwór w Turowej Woli. Film kręcono także w Koźlikach i Nowej Wsi.

## Nagrody
- 1987 – Zbigniew Kuźmiński Nagroda Ministra Kultury i Sztuki I stopnia
- 1987 – Zbigniew Kuźmiński Gdynia (do 1986 Gdańsk) (FPFF)-Złoty Talar (nagroda POLKINO)
- 1987 – Zbigniew Kuźmiński Nagroda Szefa Kinematografii za twórczość filmową – w dziedzinie filmu fabularnego za rok 1986
- 1987 – Kazimierz Radowicz Nagroda Szefa Kinematografii za twórczość filmową-w dziedzinie filmu fabularnego za rok 1986
- 1987 – Tomasz Tarasin Nagroda Szefa Kinematografii za twórczość filmową-w dziedzinie filmu fabularnego za rok 1986
- 1987 – Janusz Zakrzeński Nagroda Szefa Kinematografii za twórczość filmową-w dziedzinie filmu fabularnego za rok 1986